# Gęsia Karczma

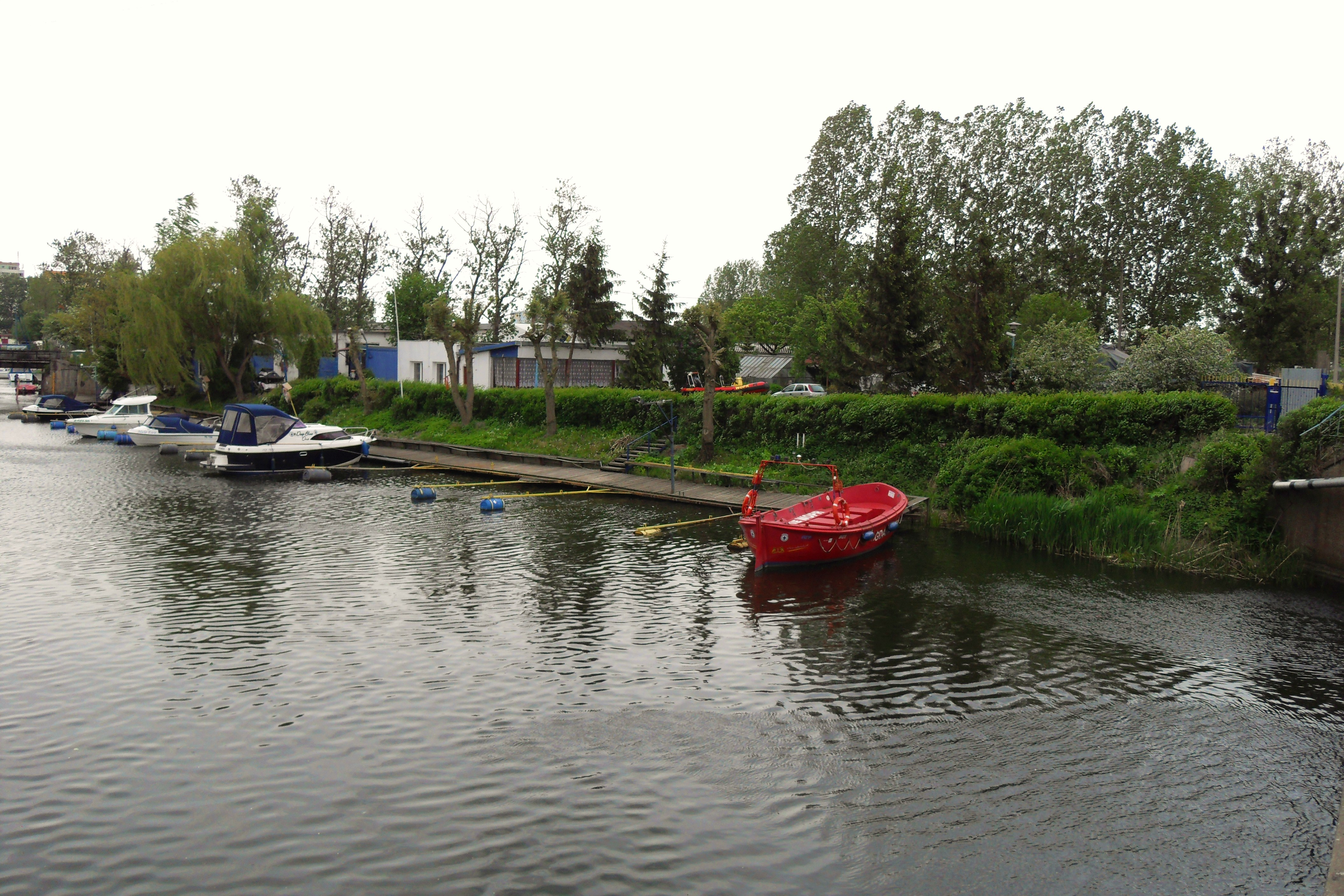
Ufer der Motława in Gęsia Karczma (2012)

Gęsia Karczma (deutsch Ganskrug) ist ein Stadtteil von Danzig (Gdańsk) in Polen. Es liegt im Nordwesten des Stadtbezirks Rudniki (Bürgerwiesen und Plehnendorf).

## Lage

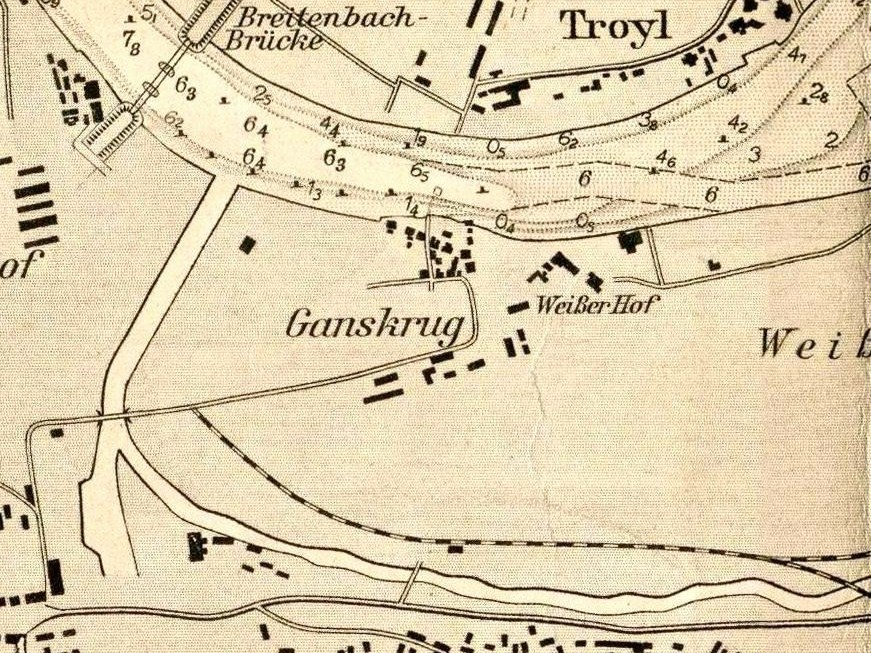
Ganskrug (Kartenausschnitt, 1909)

Der Stadtteil wird im Norden von der Martwa Wisła (Toten Weichsel) und im Westen vom Opływ Motławy (Mottlau-Umfluter) begrenzt. Westlich und jenseits des Umfluters liegt Sienna Grobla (Strohdeich), südlich Błonia (Bürgerwiesen). Nach dem östlich anschließenden Weißen Hof war der Wohnplatz Weißhöfer Außendeich (polnisch Biały Dwórek) benannt.

## Geschichte
Die Gaststätte Ganskrug hatte Krugrecht und war ein Wohnplatz, der zum Wohnplatz Strohdeich gehörte. Die Krüge auf Danziger Gebiet dienten auch der Deichwacht. Während der Belagerung von Danzig sperrten die Franzosen 1807 die Weichsel zwischen Ganskrug und Heubude. Bei der russischen Belagerung wurde der Ganskrug am 12. November 1813 von den Belagerten niedergebrannt. Strohdeich wurde am 17. März 1814 in das Danziger Stadtgebiet eingegliedert, Ganskrug im Jahr 1877.
Anfang des 20. Jahrhunderts führte noch eine Fähre über die Weichsel zum Treidelpfad Troyl. Im Jahr 1912 wurde die erste Straßenbrücke über die Weichsel fertiggestellt. Die östlich gelegene Johannes-Paul-II.-Brücke wurde im November 2001 eröffnet.
Gęsia Karczma ist heute ein Industriegebiet, das durch die Straße Litewska und Industriegleise an den Verkehr angebunden ist.